# Martin Matyk
Martin Matyk (* 4. Juli 1983, Kladno) ist ein ehemaliger deutscher Inline-Speedskater und Personal Trainer.

## Leben
Er wuchs in Darmstadt auf und trainierte seit 1995 bei der Eis- und Rollschnelllauf Gemeinschaft e.V. Darmstadt.
Seit 2000 fuhr Matyk für das Roces-Speed-Team, 2002 wechselte er zum Powerslide-Racing-Team. In der Saison 2006 fuhr er für das Vero-Powerslide-Team, das aus dem Vero Skate Team und Powerslide entstand. 2007 startete er für das Powerslide-Phuzion Team.
Martin Matyk war mehrfacher Deutscher Juniorenmeister. Er war Mitglied des Deutschen Nationalkaders. Seinen größten Erfolg feierte er bei den Europameisterschaften 2006 in Cassano d’Adda, Italien. Dort gewann er den Vize-Europameistertitel über 500 m auf der Bahn. Schon 1999 holte er Silber, damals aber bei den Junioren in der Staffel.
Sein Vater Paul Matyk gilt zusammen mit Jindra Parik als Initiator für das tschechische Speedskating.

## Erfolge

### 1998
- Deutscher Juniorenmeister in Gera
- Gesamtsieger int. Wettkampf in Heverlee, Belgien
- 1. Platz int. Wettkampf in Ville d'Alecon, Frankreich

### 1999
- Deutscher Juniorenmeister in Dessau
- Vize-Junioren-Europameister Staffel in Gera

### 2000
- Deutscher Juniorenmeister in Seeheim-Jugenheim
- Bronze Junioren-Europameisterschaft Staffel und Mannschaftszeitfahren in Ungarn
- 2. Platz German Inline Cup Gesamtwertung
- 1. Platz Berlin City-Nacht
- 3. Platz Frankfurt Marathon

### 2002
- 1. Platz Regensburg Halbmarathon

### 2003
- Bronze Deutsche Marathon Meisterschaft in Rheine

### 2004
- Deutscher Vizemeister Marathon in Einhausen

### 2005
- Hessischer Meister (Halle und Bahn)
- 2. Platz Deutscher Speedskating-Rangliste
- 2. Platz Regensburg Halbmarathon
- 2. Platz GBC Saarbrücken
- 5. Platz 500 m Europameisterschaften in Jüterbog
- 9. Platz 500 m Weltmeisterschaften in Suzhou, China

### 2006
- Hessischer Hallenmeister 500 m / 1500 m
- 5. Platz int. Kriterium GG 500 m
- 4. Platz DM Halbmarathon Einhausen
- 4. Platz int. Wettkampf Pamplona, Spanien 500 m
- Deutscher Vizemeister 300 m / 500 m
- Vize-Europameister 500 m Bahn / 5. Platz 500 m Straße in Cassano d’Adda, Italien
- Top 17. Weltmeisterschaften in Anyang, Korea

### 2007
- Hessischer Hallenmeister 500 m / 1500 m
- Süddeutscher und Hessischer Meister 1500 m
- 1. Platz World Inline Cup Halbmarathon beim x-race in Berlin
- 3. Platz Deutsche Meisterschaft 300 m
- 5. Platz 500 m (Dt. Rekord) / 7. Platz 1000 m (dt. Rekord) Europameisterschaften in Portugal

### 2008
- Hessischer Hallenmeister 500 m / 3000 m Staffel

### 2009
- Hessischer Hallenmeister 500 m / 1500 m / 3000 m Staffel